# لاکانش
لاکانش (به فرانسوی: Lacanche) یک کمون در فرانسه با جمعیت ۶۰۷ نفر است که در Canton of Arnay-le-Duc واقع شده‌است.